# Niditinea orleansella
Niditinea orleansella är en fjärilsart som beskrevs av Victor Toucey Chambers 1873. Niditinea orleansella ingår i släktet Niditinea och familjen äkta malar. Inga underarter finns listade i Catalogue of Life.